# 1,3-dipôle
Un 1,3-dipôle ou dipôle 1,3 est un type de composés organiques avec un système de 4 électrons-π délocalisés sur trois atomes. Ils réagissent dans les cycloadditions 1,3-dipolaires,.
Les dipôles 1,3 connus sont :
- les azotures
- l'ozone
- Les composés nitro
- Les composés diazo
- Certains oxydes
  - Les composés azoxy
  - les oxydes de carbonyle (voir ozonolyse)
  - les oxydes de nitrile
  - l'oxyde nitreux
  - les nitrones
- certaines imines:
  - l'imine d'azométhine
  - les nitrilimines
  - les imines de carbonyle
- certains ylures
  - l'ylure d'azométhine
  - les ylures de nitrile
  - les ylures de carbonyles